# Joaquín Galera
Joaquín Galera Magdaleno (Baúl, Granada, 25 de marzo de 1940-14 de abril de 2025) fue un ciclista español, profesional entre 1961 y 1972. Uno de sus mayores éxitos deportivos fue la victoria de etapa obtenida en el Tour de Francia de 1965. 
Su hermano pequeño Manuel también se dedicó al ciclismo.

## Palmarés
| 1964 - Campeonato de España de Montaña - Reineta - Subida a Arrate 1965 - 1 etapa en el Tour de Francia - Vuelta a los Valles Mineros - 3.º en el Campeonato de España de Montaña - Subida al Naranco - Reineta 1966 - Reineta | 1967 - Criterium de Gexto 1968 - Subida a Urkiola 1969 - 1 etapa de la Vuelta al País Vasco 1970 - 1 etapa de la Vuelta a Andalucía - G.P. Martorell - Subida a Arrate 1971 - 1 etapa en el Giro de Cerdeña |

## Resultados en Grandes Vueltas y Campeonato del Mundo
| Carrera         | 1964 | 1965 | 1966 | 1967 | 1968 | 1969 | 1970 | 1971 |
| --------------- | ---- | ---- | ---- | ---- | ---- | ---- | ---- | ---- |
| Giro de Italia  | -    | -    | -    | -    | -    | -    | -    | -    |
| Tour de Francia | 17º  | 37.º | 15º  | -    | -    | 11º  | -    | -    |
| Vuelta a España | -    | 16º  | -    | -    | -    | -    | 8º   | 34º  |
| Mundial en ruta | -    | -    | -    | -    | -    | -    | -    | -    |